# Hồ Sông Mực
Hồ Sông Mực, còn được gọi là hồ Bến Mẩy, là một hồ chứa thủy lợi ở phía tây nam tỉnh Thanh Hóa. Hồ do Công ty TNHH MTV Sông Chu quản lý và vận hành, có nhiệm vụ cung cấp nước tưới cho nông nghiệp, công nghiệp và sinh hoạt.

## Địa lý
Hồ nằm tại khu vực giáp ranh giữa hai huyện Như Thanh và Như Xuân, được hình thành do chặn dòng sông Mực, một nhánh thượng nguồn của sông Yên. Hồ có diện tích mặt nước 2.325 ha, dung tích 187 triệu m³. Hiện nay hồ là một phần của vườn quốc gia Bến En.

## Lịch sử
Năm 1962, Ty thủy lợi Thanh Hóa đã xây dựng đập Đồng Lớn trên sông Mực để tưới cho 900 ha đất canh tác thuộc xã Hải Vân, huyện Như Xuân. Đến đầu thập niên 1970, Bộ Thủy lợi nghiên cứu xây thêm một hồ chứa để cung cấp nước tưới tiêu cho vùng Sông Yên. Sau khi được Thủ tướng Chính phủ phê duyệt, hồ Bến Mẩy được xây dựng từ năm 1977 đến năm 1981. Năm 2006, hồ được sửa chữa, nâng cấp.